# Canton de Bourg-la-Reine
Le canton de Bourg-la-Reine était, jusqu'en 2014, une division administrative française située dans le département des Hauts-de-Seine et la région Île-de-France.

## Histoire
À la suite du redécoupage cantonal de 2014, le canton de Bourg-la-Reine est scindé en deux parties: la commune de Bourg-la-Reine rejoint le nouveau canton de Bagneux, tandis que le reste (partie de la commune d'Antony) rejoint le canton d'Antony.

## Représentation
| Période | Période      | Identité           | Étiquette | Qualité |
| ------- | ------------ | ------------------ | --------- | --- |
| 1967    | 1973         | Jacques Drouot     | SE        | |
| 1973    | 1998         | Alfred Nomblot     | UDF       | Maire de Bourg-la-Reine (1977-1991)                                                                                     |
| 1998    | 2004         | Jean-Noël Chevreau | UDF       | Ingénieur Maire de Bourg-la-Reine (1991-2016)                                                                           |
| 2004    | 29 mars 2015 | Patrick Devedjian  | UMP       | Avocat Député des Hauts-de-Seine (2005-2008) Ministre (2002-2005 et 2008-2010) Président du conseil général depuis 2007 |

## Composition
Le canton de Bourg-la-Reine se compose d’une fraction de la commune d'Antony (quartiers du nord) et de la commune de Bourg-la-Reine. Il compte 35 058 habitants (population municipale) au 1er janvier 2012.
| Nom                        | Code Insee | Intercommunalité         | Population (dernière pop. légale)                |
| -------------------------- | ---------- | ------------------------ | ------------------------------------------------ |
| Bourg-la-Reine (chef-lieu) | 92014      | Métropole du Grand Paris | 19 881 (2014)                                    |
| Antony                     | 92002      | Métropole du Grand Paris | Fraction : 15 186 (2012) Commune : 61 603 (2014) |

## Démographie
| 1968   | 1975   | 1982   | 1990   | 1999   | 2006   | 2011   | 2012   |
| ------ | ------ | ------ | ------ | ------ | ------ | ------ | ------ |
| 24 640 | 26 574 | 24 834 | 32 606 | 34 887 | 35 268 | 35 338 | 35 058 |

## Pour approfondir